# جو وو-جين
جو وو-جين (الكورية: 조우진) هو لاعب كرة قدم كوري جنوبي في مركز الوسط، ولد في 7 يوليو 1987 في آندونغ في كوريا الجنوبية. شارك مع منتخب كوريا الجنوبية تحت 20 سنة لكرة القدم. أما مع النوادي، فقد لعب مع سانفريس هيروشيما ونادي غوانغجو.

## وصلات خارجية
- جو وو-جين على موقع دوري كوريا الجنوبية (الإنجليزية)
- جو وو-جين على موقع قاعدة بيانات كرة القدم.إي يو (الإنجليزية)
- جو وو-جين على موقع Soccerway.com (الإنجليزية)